# 古谷純平

古谷 純平（ふるや じゅんぺい、1991年5月18日 - ）は、日本の男子トライアスロン選手である。高知県高知市出身。三井住友海上所属。
2018年アジア競技大会にて男子個人及び混合リレーで金メダル獲得。

## 来歴
早稲田大学政治経済学部卒業。